# Mallada satilota
Mallada satilota is een insect uit de familie van de gaasvliegen (Chrysopidae), die tot de orde netvleugeligen (Neuroptera) behoort. 
Mallada satilota is voor het eerst wetenschappelijk beschreven door Banks in 1910.